# Vincentas Padolskis
Vincentas Padolskis (Virbalis, 21 aprile 1904 – Roma, 6 maggio 1960) è stato un vescovo cattolico lituano.

## Biografia
Vincentas Padolskis nacque a Virbalis il 21 aprile 1904 da Vincas Padolskis e Ona Navickienė Padolskienė (nata Vabalaitė).

### Formazione e ministero sacerdotale
Studiò al ginnasio di Kybartai. Nel 1922 venne inviato a Roma per studi. Nel 1925 conseguì il dottorato in filosofia presso la Pontificia Università Gregoriana.
Il 21 agosto 1927 fu ordinato presbitero. Nel 1930 ottenne il dottorato in teologia presso l'Università di Friburgo. Lo stesso anno ritornò a Roma per completare gli studi. Nel 1931 conseguì la licenza e l'anno successivo il dottorato nella stessa disciplina. Dal 1932 al 1939 insegnò nel seminario di Vilkaviškis. Il 20 settembre 1938 difese la tesi di abilitazione presso la Facoltà di teologia e filosofia dell'Università Vytautas Magnus di Kaunas e venne nominato professore associato presso il Dipartimento di Nuovo Testamento. Ricoprì questo incarico fino all'occupazione sovietica del paese.

### Ministero episcopale
Il 18 luglio 1940 papa Pio XII lo nominò vescovo ausiliare di Vilkaviškis e titolare di Laranda. Ricevette l'ordinazione episcopale il 4 agosto successivo dal vescovo di Vilkaviškis Antanas Karosas, co-consacranti l'arcivescovo-vescovo ausiliare di Vilnius Mečislovas Reinys e il vescovo ausiliare di Kaunas Vincentas Brizgys.
Nel 1944 lasciò la Lituania e si trasferì a Ratisbona.
Nel luglio del 1944 lo stesso pontefice lo nominò vescovo coadiutore senza diritto di successione di Vilkaviškis.
Dal 1950 al 1952 fu amministratore apostolico di Vilkaviškis. Essendo in esilio, non poté però assumere la guida della diocesi.
Nel 1951 si trasferì a Roma e divenne rettore del Pontificio collegio lituano di San Casimiro. Guidò anche il restauro dell'Accademia cattolica lituana delle scienze in esilio.
Morì improvvisamente a Roma il 6 maggio 1960 all'età di 56 anni per attacco cardiaco. Le esequie si tennero l'8 maggio. La salma è tumulata nel sacello del Pontificio collegio lituano nel cimitero del Verano.

## Opere

### Libri
- Šv. Teresė Vaikelio Jėzaus, 1927.
- L'idée du sacrifice de la croix dans l'Epitre aux Hébreux, 1935 (dissertazione).
- Kelionė į Šv. Žemę I, 1938.
- Kristaus kunigystė, 1940.

### Articoli
- Šventoji Žemė, in Tiesos kelias, 1934.
- Šv. Rašto neklaidingumas in Soter, 1934.
- Kristaus mirties data in Židinys, 1935.
- Seniausi Šv. Rašto kodeksai in Tiesos kelias, 1936.
- Dievo kultas laikais prieš Mozę in LKMA Suvažiavimo darbai, 1937, 1940.
- Vysk. A. Baranauskas ir Šv. Rašto vertimas į lietuvių kalbą in LKMA Suvažiavimo darbai, 1940.[7]

## Genealogia episcopale
La genealogia episcopale è:
- Cardinale Scipione Rebiba
- Cardinale Giulio Antonio Santori
- Cardinale Girolamo Bernerio, O.P.
- Vescovo Claudio Rangoni
- Arcivescovo Wawrzyniec Gembicki
- Arcivescovo Jan Wężyk
- Vescovo Piotr Gembicki
- Vescovo Jan Gembicki
- Vescovo Bonawentura Madaliński
- Vescovo Jan Małachowski
- Arcivescovo Stanisław Szembek
- Vescovo Felicjan Konstanty Szaniawski
- Vescovo Andrzej Stanisław Załuski
- Arcivescovo Adam Ignacy Komorowski
- Arcivescovo Władysław Aleksander Łubieński
- Vescovo Andrzej Mikołaj Stanisław Kostka Młodziejowski
- Arcivescovo Kasper Kazimierz Cieciszowski
- Vescovo Franciszek Borgiasz Mackiewicz
- Vescovo Michał Piwnicki
- Arcivescovo Ignacy Ludwik Pawłowski
- Arcivescovo Kazimierz Roch Dmochowski
- Arcivescovo Wacław Żyliński
- Vescovo Aleksander Kazimierz Bereśniewicz
- Arcivescovo Szymon Marcin Kozłowski
- Vescovo Mečislovas Leonardas Paliulionis
- Vescovo Antanas Karosas
- Vescovo Vincentas Padolskis